# SOS Dino
SOS Dino ist ein kooperatives Kinderspiel der französischen Spieleautoren Ludovic Maublanc und Théo Rivière, bei dem die Mitspieler im Team mehrere Dinosaurier und Dinosauriereier vor einem Meteoritenhagel und den Lavaströmen mehrerer ausbrechender Vulkane retten müssen. Das Spiel für einen bis vier Spieler ab sieben Jahren dauert etwa 25 Minuten pro Runde. Es ist im Jahr 2018 neben Troll & Dragon und Farmini als eines der ersten Spiele der französischen Kinderspielmarke LOKI erschienen, in Deutschland wird es von der Hutter Trade vertrieben. 2018 wurde es auf die Empfehlungsliste des Kritikerpreises Kinderspiel des Jahres aufgenommen.

## Thema und Ausstattung
Bei dem Spiel geht es darum, im Team mehrere Dinosaurier und Dinosauriereier vor einem Meteoritenhagel und den Lavaströmen mehrerer ausbrechender Vulkane retten müssen. Zu diesem Zweck müssen die Spieler Lava- und Meteoritenplättchen legen und die vier Dinosaurierfiguren über die Nester mit den Eiern auf die Berge an den Spielfeldecken ziehen, bevor sie in den Lavastrom gelangen oder von einem Meteoriten getroffen werden. Wie bei kooperativen Spielen üblich, spielen die Mitspieler im Team und können nur entweder alle gemeinsam gewinnen oder verlieren.
Der Inhalt der Spieleschachtel besteht neben der Spielanleitung aus:
- einem Spielplan mit einem Raster und den Positionen der Vulkane, den Startpositionen der Dinosaurier, den Nestern und Einschlagsmarkierungen für die Meteoriten,
- vier dreidimensionale Vulkane,
- vier dreidimensionale Berge als Zufluchtsorte,
- 5 Dornenbüsche,
- 4 spitze Felsen,
- vier Dinosaurierfiguren (ein roter Tyrannosaurus, ein gelber Stegosaurus, ein blauer Triceratops und ein rosafarbener Diplodocus)
- sechs Eierplättchen,
- 58 Gefahrenplättchen, davon 4 Vulkan-, 48 Lava- und 6 Meteoritenplättchen,
- einem Stoffbeutel.

## Spielweise
Zu Beginn des Spiels wird der Spielplan entsprechend den Vorgaben der Spielanleitung eingerichtet. Dafür wird er in der Tischmitte platziert und die Berge werden an die Spielfeldecken gestellt. Auf die Vulkanmarkierungen kommen die vier Vulkanplättchen und darauf die Vulkane entsprechend den angegebenen Farben. Die Felsen (und in der etwas schwierigeren Variante auch die Dornbüsche) kommen als Hindernisse auf die entsprechenden Markierungen und die Eier werden in den Nestern platziert. Zuletzt kommen die vier Dinosaurierfiguren auf die vier Felder am See in der Mitte des Spielplans. Alle Lava- und Meteoritenplättchen werden gemischt und kommen in den Stoffbeutel.
Das Spiel wird reihum gespielt, wobei die Spieler immer zu Beginn ihres Zuges ein Gefahrenplättchen aus dem Stoffbeutel ziehen und es entsprechend auf dem Spielplan platzieren und danach die jeweils auf dem Plättchen angegebenen Aktionen durchführen.
Beim Ziehen kann ein Spieler entweder ein Lava- oder ein Meteoritenplättchen ziehen. Die gezogenen Lavaplättchen müssen jeweils an dem farblich markierten Lavastrom angelegt werden und verlängern diesen dadurch. Das Plättchen muss immer auf ein freies Feld gelegt werden und kann nicht auf den See oder ein Feld mit einem Hindernis gelegt werden. Fließen zwei Lavaströme ineinander, blockieren sie sich gegenseitig. Wird ein Plättchen gezogen, das nicht mehr angelegt werden kann, explodiert der entsprechende Vulkan und gibt jeweils drei weitere Stronrichtungen frei; sind auch diese blockiert, werden gezogene Plättchen der Farbe aus dem Spiel genommen und dafür jeweils nachgezogen. Wenn ein Lavastrom auf ein Feld fließt, auf dem sich ein Nest mit einem Ei oder ein Dinosaurier befindet, scheiden diese aus und werden aus dem Spiel genommen. Die Meteoritenplättchen werden auf das Feld gelegt, das eine entsprechende Markierung trägt. Ist dieses Feld bereits von einem Lavaplättchen belegt, wird das Plättchen aus dem Spiel genommen und erneut gezogen. Schlägt ein Meteorit an einer Position ein, auf der ein Dinosaurier steht, scheidet dieser aus und wird aus dem Spiel genommen.
Auf jedem Gefahrenplättchen befindet sich eine Aktionsangabe, die nach dem Platzieren des Plättchens durchgeführt werden müssen:
- ein einzelner Trittsiegel bedeutet, dass ein Dinosaurier ein Feld gehen darf. Ausgeschlossen ist der Dinosaurier mit der dem Lavastrom entsprechenden Farbe.
- zwei verschiedene Trittsiegel bedeuten, dass zwei Dinosaurier je ein Feld gehen darf. Ausgeschlossen ist der Dinosaurier mit der dem Lavastrom entsprechenden Farbe.
- zwei gleiche Trittsiegel bedeuten, dass ein Dinosaurier zwei Felder weit gehen darf. Da diese Aktion nur bei Meteoriten vorkommt, ist kein Dinosaurier ausgeschlossen.
- ein ausbrechender Vulkan bedeutet, dass ein weiteres Plättchen gezogen werden muss.

Dinosaurier können immer nur auf ein benachbartes vertikales oder horizontales Feld ziehen. Sie dürfen kein Feld betreten, auf dem sich bereits ein anderer Dinosaurier oder ein Hindernis (Dornenbusch, Felsen, Lavastrom, Meteorit) befindet. Ziehen sie auf ein Feld mit einem Ei, ist dieses gerettet und wird auf einen Berg gelegt. Ein Dinosaurier ist gerettet, wenn er einen Berg an einer Spielfeldecke erreicht.
Das Spiel kann auf verschiedene Weise enden: Es endet, wenn der letzte Dinosaurier auf einen Berg gestiegen ist, der letzte Dinosaurier auf dem Feld durch einen Meteoriten oder einen Lavastrom getötet wird oder keine Gefahrenplättchen mehr im Beutel sind. Danach bekommen die Spieler für jeden geretteten Dinosaurier 2 Punkte und für jedes gerettete Ei einen Punkt. Entsprechend der Anzahl der Punkte wird das Ergebnis bewertet, wobei der Erfolg bei einer hohen Punktzahl besonders hoch ist.

## Ausgaben und Rezeption
Das Spiel SOS Dino wurde von Ludovic Maublanc und Théo Rivière entwickelt und vor allem in Zusammenarbeit mit den Schulen der Stadt Ludres getestet und optimiert. 2018 wurde das Spiel unter der neu gegründeten Marke LOKI des französischen Spieleverlags IELLO als multilinguales Spiel auf Französisch, Deutsch, Italienisch, Spanisch und Englisch veröffentlicht.
2018 wurde es auf die Empfehlungsliste des Kritikerpreises Kinderspiel des Jahres aufgenommen und wie folgt kommentiert:

„Verstand, weil genau überlegt und abgesprochen werden muss, wer welche Figur wie zieht und wie man die Lavaplättchen legt, ohne dass sich Sackgassen bilden. Das zusammen mit der reizenden Ausstattung samt drolligen Saurierminiaturen ergibt ein Urzeit-Abenteuer, dem sich kein Dino-Fan entziehen kann.“

## Belege
1. 1 2 3 4 5 6 7  Spieleanleitung SOS Dino
2. ↑  LOKI – ein neuer Stern am Spielehimmel. Pressemitteilung vom 7. März 2018; abgerufen am 24. Juni 2018.
3. ↑  Versionen von SOS Dino in der Spieledatenbank BoardGameGeek (englisch); abgerufen am 24. Juni 2018.
4. 1 2  SOS Dino auf den Seiten des Spiel des Jahres e.V.; abgerufen am 24. Juni 2018.